# Stazione di Treviso Porta Santi Quaranta
La stazione di Treviso Porta Santi Quaranta era una stazione ferroviaria nel comune di Treviso. Posto nelle adiacenze dell'omonima porta, lo scalo serviva il Villaggio Eden e la sua costruzione fu promossa da Graziano Appiani.

## Interscambi
Fra il 1911 e il 1938 la stazione fu servita dalla linea 2 della rete tranviaria di Treviso.